# Monika Pyrek
Monika Zofia Pyrek-Rokita (Gdynia, 11. kolovoza 1980.) je umirovljena poljska skakačica s motkom.
Rođena je u Gdyniji. Natjecala se na Olimpijskim igrama 2004. i plasirala se na četvrto mjesto preskočivši 4,55 metara, odmah iza druge poljske skakačice s motkom rođene u Gdyniji, Anne Rogowske. Osvojila je srebrnu medalju na Svjetskom prvenstvu u atletici 2005. preskočivši 4,60 m. Također je osvojila srebrnu medalju na Europskom prvenstvu u atletici 2006. godine.
Osobni rekord Monike Pyrek je 4,82 metra. Nekoliko je puta osvajala poljsko prvenstvo, posljednji put na poljskom atletskom prvenstvu 2007. u Poznańu.

## Zdravstveno stanje
Pyrek je u intervjuu za časopis Sportowe Fakty otkrila da joj je 2003. godine dijagnosticiran Hashimotov tireoiditis. Pitala se je bolest prije dijagnosticirana, bi li osvojila više medalja.
Za svoje sportske uspjehe dobila je Viteški križ Reda Polonia Restituta (5. Razred) 2009. godine.
Službeno je umirovila 11. siječnja 2013. godine. Dan kasnije udala se za Norberta Rokitu, svog dugogodišnjeg agenta i životnog partnera.

## Postignuća na velikim natjecanjima
| Poljska reprezentacija | Poljska reprezentacija                             | Poljska reprezentacija             | Poljska reprezentacija | Poljska reprezentacija |
| Godina                 | Natjecanje                                         | Mjesto                             | Osvojeno mjesto        | Visina                 |
| ---------------------- | -------------------------------------------------- | ---------------------------------- | ---------------------- | ---------------------- |
| 1997.                  | Europsko juniorsko atletsko prvenstvo 1997.        | Ljubljana, Slovenija               | 10.                    | 3,80 m                 |
| 1998.                  | Europsko juniorsko atletsko prvenstvo 1998.        | Annecy, Francuska                  | 2.                     | 4,10 m                 |
| 1998.                  | Europsko prvenstvo                                 | Budimpešta, Mađarska               | 7.                     | 4,15 m                 |
| 1999.                  | Svjetsko dvoransko prvenstvo u atletici 1999.      | Maebashi, Japan                    | 11.                    | 4,20 m                 |
| 1999.                  | Europsko juniorsko atletsko prvenstvo 1999.        | Riga, Latvija                      | 4.                     | 4,10 m                 |
| 2000.                  | Europsko dvoransko prvenstvo u atletici 2000.      | Gent, Belgija                      | 9. (q)                 | 4,20 m                 |
| 2000.                  | Olimpijske igre                                    | Sydney, Australija                 | 7.                     | 4,40 m                 |
| 2001.                  | Europsko prvenstvo u atletici do 23 godine         | Amsterdam, Nizozemska              | 1.                     | 4,40 m                 |
| 2001.                  | Svjetsko prvenstvo                                 | Edmonton, Kanada                   | 3.                     | 4,55 m                 |
| 2001.                  | Goodwill Igre                                      | Brisbane, Australija               | 4.                     | 4,35 m                 |
| 2002.                  | Europsko dvoransko prvenstvo u atletici 2002.      | Beč, Austrija                      | 3.                     | 4,60 m                 |
| 2002.                  | Europsko prvenstvo                                 | München, Njemačka                  | 13. (q)                | 4,30 m                 |
| 2003.                  | Svjetsko dvoransko prvenstvo u atletici 2003.      | Birmingham, Ujedinjeno Kraljevstvo | 3.                     | 4,45 m                 |
| 2003.                  | Svjetsko prvenstvo                                 | Pariz, Francuska                   | 4.                     | 4,50 m                 |
| 2004.                  | Svjetsko dvoransko prvenstvo u atletici 2004.      | Budimpešta, Mađarska               | 5.                     | 4,50 m                 |
| 2004.                  | Olimpijske igre                                    | Atena, Grčka                       | 4.                     | 4,55 m                 |
| 2005.                  | Europsko dvoransko prvenstvo u atletici 2005.      | Madrid, Španjolska                 | 3.                     | 4,70 m                 |
| 2005.                  | Svjetsko prvenstvo                                 | Helsinki, Finska                   | 2.                     | 4,60 m                 |
| 2005.                  | Svjetsko atletsko finalel                          | Monte Carlo, Monako                | 2.                     | 4,62 m                 |
| 2006.                  | IAAF Svjetsko dvoransko prvenstvo u atletici 2006. | Moskva, Rusija                     | 4.                     | 4,65 m                 |
| 2006.                  | Europsko prvenstvo                                 | Gothenburg, Švedska                | 2.                     | 4,65 m                 |
| 2006.                  | Svjetsko atletsko finale                           | Stuttgart, Njemačka                | 2.                     | 4,65 m                 |
| 2007.                  | Svjetsko prvenstvo                                 | Osaka, Japan                       | 4.                     | 4,75 m                 |
| 2007.                  | Svjetsko atletsko finale                           | Stuttgart, Njemačka                | 2.                     | 4,82 m                 |
| 2008.                  | IAAF Svjetsko dvoransko prvenstvo u atletici 2008. | Valencia, Španjolska               | 3.                     | 4,70 m                 |
| 2008.                  | Olimpijske igre                                    | Peking, Kina                       | 5.                     | 4,70 m                 |
| 2009.                  | Svjetsko prvenstvo                                 | Berlin, Njemačka                   | 2.                     | 4,65 m                 |
| 2011.                  | Svjetsko prvenstvo                                 | Daegu, Južna Koreja                | 10.                    | 4,50 m                 |
| 2012.                  | Europsko prvenstvo                                 | Helsinki, Finska                   | 13. (q)                | 4,35 m                 |
| 2012.                  | Olimpijske igre                                    | London, Ujedinjeno Kraljevstvo     | 15. (q)                | 4,40 m                 |

## Zanimljivosti
Monika Pyrek pobijedila je u 12. sezoni poljskog Plesa sa zvijezdama - Taniec z Gwiazdami.

## Vanjske poveznice
- Monika Pyrek na stranici World Athleticsa